# XGP
 (juillet 2014).
La XGP (pour eXtreme Game Player) est une console de jeux vidéo portable créée par Game Park.

## Date de commercialisation
Elle était prévue pour la fin de l'année 2006, sans toutefois que Game Park ne soit catégorique sur la date de sortie. Elle n'est pas sortie à la date du 9 juillet 2006, et ne sortira probablement jamais.

## Caractéristiques
Elle devrait être technologiquement supérieure à la Nintendo DS et très proche de la PlayStation Portable de Sony.
Conçue autour d'un processeur ARM920T à 200 MHz et d'un contrôleur graphique capable de manipuler 1 million de polygones par seconde, la XGP supportera l'OpenGL ES.
Elle disposera d'un écran LCD 4 pouces d'une définition de 480x272 en 12 millions de couleurs et gérera le Wi-Fi, une sortie TV ainsi que le son en 16 bits 44,1 kHz.
En plus d'un port pour cartes SD, deux types de mémoire sont au programme : de la NAND Flash pour 64 Mo et de la DDR 200 MHz pour 64 Mo également.